# 斯坦尼斯拉夫·博格达诺维奇
斯坦尼斯拉夫·爱德华多维奇·波格丹诺维奇（烏克蘭語：Станіслав Едуардович Богданович，1993年2月4日—2020年3月5日）是乌克兰国际象棋棋手，也曾代表俄罗斯參與比赛。他于2009年获得国际大师称号，并于2017年获得国际象棋特级大师称号。生前波格丹诺维奇的世界排名為第8。

## 個人生活
波格丹诺维奇毕业于國立敖德薩法學院， 曾就读于莫斯科国立大学。
其18岁的女友亚历山德拉·韦尔尼古拉（Alexandra Vernigora）是莫斯科国立大学的学生，來自烏克蘭敖德薩，也是一名国际象棋棋手，在国际棋联中排名1861位。
波格丹诺维奇會說中文，曾在QQ上用中文和中国的国际象棋棋手交流。

## 死亡
2020年3月5日，波格丹诺维奇和他的女友亚历山德拉·韦尔尼古拉（Alexandra Vernigora）在他位于莫斯科的公寓中被发现身亡。二人被发现时头部覆盖塑料袋，尸體旁边被發現裝有一氧化二氮气的容器。因此兩人很有可能因吸食笑氣而身亡。